# Ion Peptenar
Ion Peptenar (n. 20 iunie 1953, Bazoșul Vechi, Timiș) este un taragotist de origine română de muzică populară din Banat.

## Biografie
Originar dintr-o familie de lăutari bănățeni, învață vioara de la tatăl său, a cântat la fluier de la vârsta de șapte ani, iar mai târziu deprinde tainele saxofonului și mai apoi ale taragotului, sau „torogoatei” cum i se mai spune în Banat.
Urmând exemplul taragotiștilor din generațiile anterioare, ca Luca Novac, Pavel Rosu și alții, a cautat să-și alcătuiacă repertoriul pe specificul folclorului bănățean din zona de câmpie, culegând doine și melodii de joc de la bătrâni rapsozi și vestiți lăutari din comunele Izvin, Bazoș, Chevereș.
Este laureat al celor cinci ediții ale festivalului național „Cântarea României” și a mai multor festivaluri interjudețene, festivalul „Luță Ioviță” (1980), festivalul „Maria Tănase”(1980), festivalul „Maria Lătărețu” (1981).
A avut numeroase spectacole în țară și în străinătate: Franța, Iugoslavia, R.P. Ungară, U.R.S.S. etc.

## Discografie

### Electrecord
- 1987 - ST-EPE 03027 - Un virtuose du taragot (solo)
- 1991 - ST-EPE 03904 - Jocuri Populare Românești II (colectiv)